# (3515) Jindra
(3515) Jindra (1982 UH2) – planetoida z pasa głównego asteroid okrążająca Słońce w ciągu 4,8 lat w średniej odległości 2,85 j.a. Odkryła ją Zdeňka Vávrová 16 października 1982 roku.